# 1861 en science
| Années de la science : 1858 - 1859 - 1860 - 1861 - 1862 - 1863 - 1864    |
| Décennies de la science : 1830 - 1840 - 1850 - 1860 - 1870 - 1880 - 1890 |

Cet article présente les faits marquants de l'année 1861 en science.

## Événements
- 23 février : les chimistes allemands Robert Wilhelm Bunsen et Gustav Kirchhoff annonce leur découverte du rubidium, détecté dans la lépidolite par spectroscopie[1].
- 30 mars : le chimiste britannique William Crookes découvre le thallium au moyen de la spectroscopie[2].
- Mars : selon son fils Henri, l'artisan serrurier parisien Pierre Michaux et son fils aîné Ernest auraient eut l'idée d’adapter une pédale sur un vélocipède. Ils mettent au pont la Michaudine, ancêtre de la bicyclette[3].

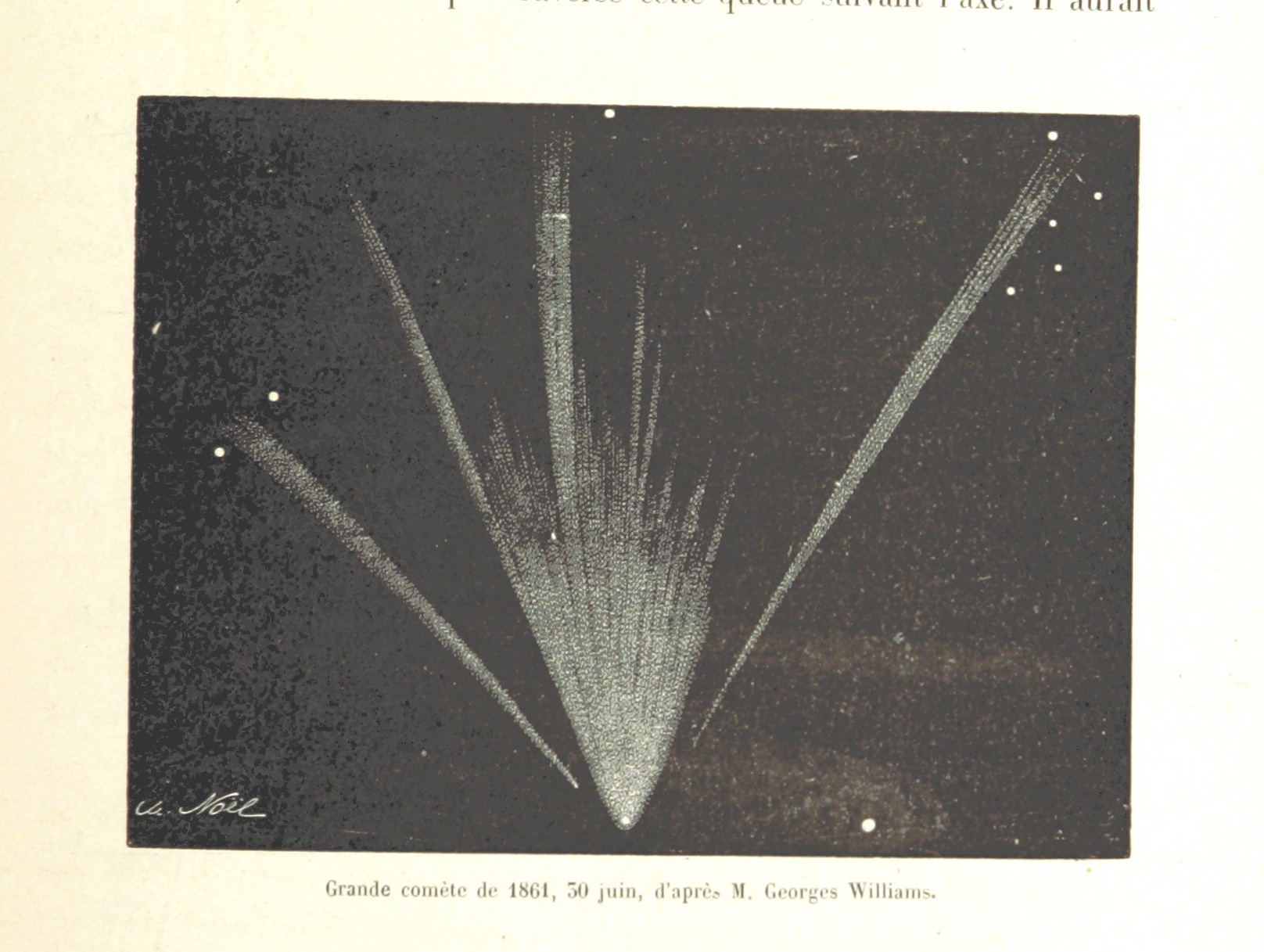
La grande comète de 1861 le 30 juin.

- 10 avril : fondation du Massachusetts Institute of Technology (MIT)[5].
- 15 avril : Ernest Solvay dépose le premier brevet du procédé Solvay de synthèse industrielle du carbonate de sodium[6].
- 28 avril : au port de Lorient, lancement de La Couronne, première frégate cuirassée à coque intégralement construite en fer, armée le 2 décembre 1862[7].

- 13 mai : John Tebbutt découvre la grande comète de 1861, C/1861 J1[4].
- 17 mai : le physicien écossais James Clerk Maxwell et le  photographe Thomas Sutton réalisent la première photographie en couleur devant les membres de la Royal Institution de Londres[8].

- 29 juin : la Terre traverse la queue de la comète Tebutt[4].
- 26 juillet : Louis Pasteur expose dans le Bulletin de la Société chimique de Paris l'ensemble de ses résultats sur la question du vinaigre (Sur la fermentation acétique)[9].

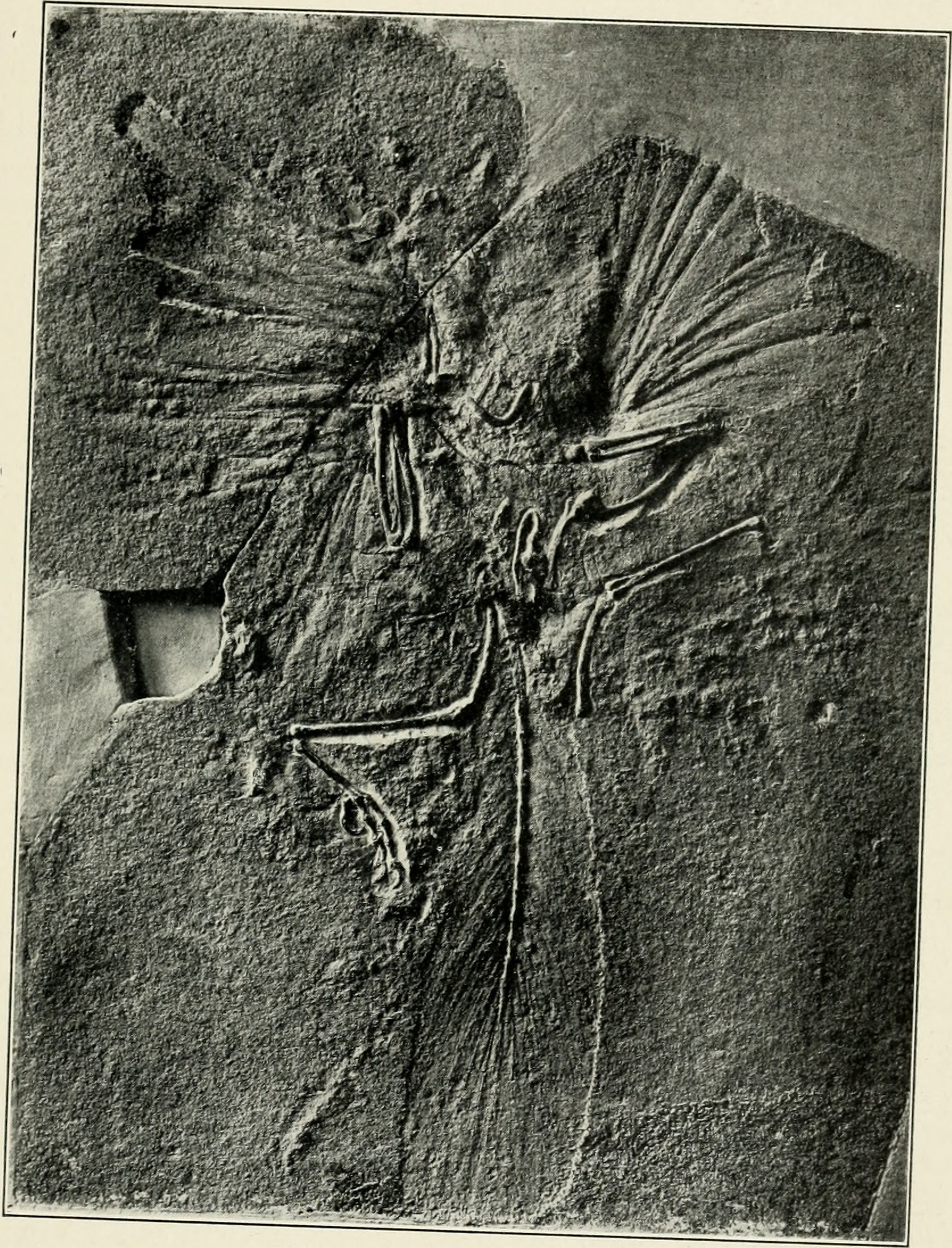
Archaeopteryx lithographica, « spécimen de Londres », découvert en 1861.

- 15 août : le paléontologue allemand Hermann von Meyer décrit dans une lettre à Heinrich Georg Bronn une plume fossilisée découverte dans le calcaire de Solnhofen, en Bavière, daté du Jurassique supérieur. Le 30 septembre, il rapporte au même la découverte à Solnhofen durant l'été 1861 du premier fossile d'archeopteryx, un animal couvert de plume de la taille d'un pigeon[10]. Décrit comme un reptile par le paléontologue munichois Andreas Wagner, il est acquis par le British Museum en 1862 et étudié par Richard Owen qui y voit un intermédiaire entre les reptiles et les oiseaux[11].

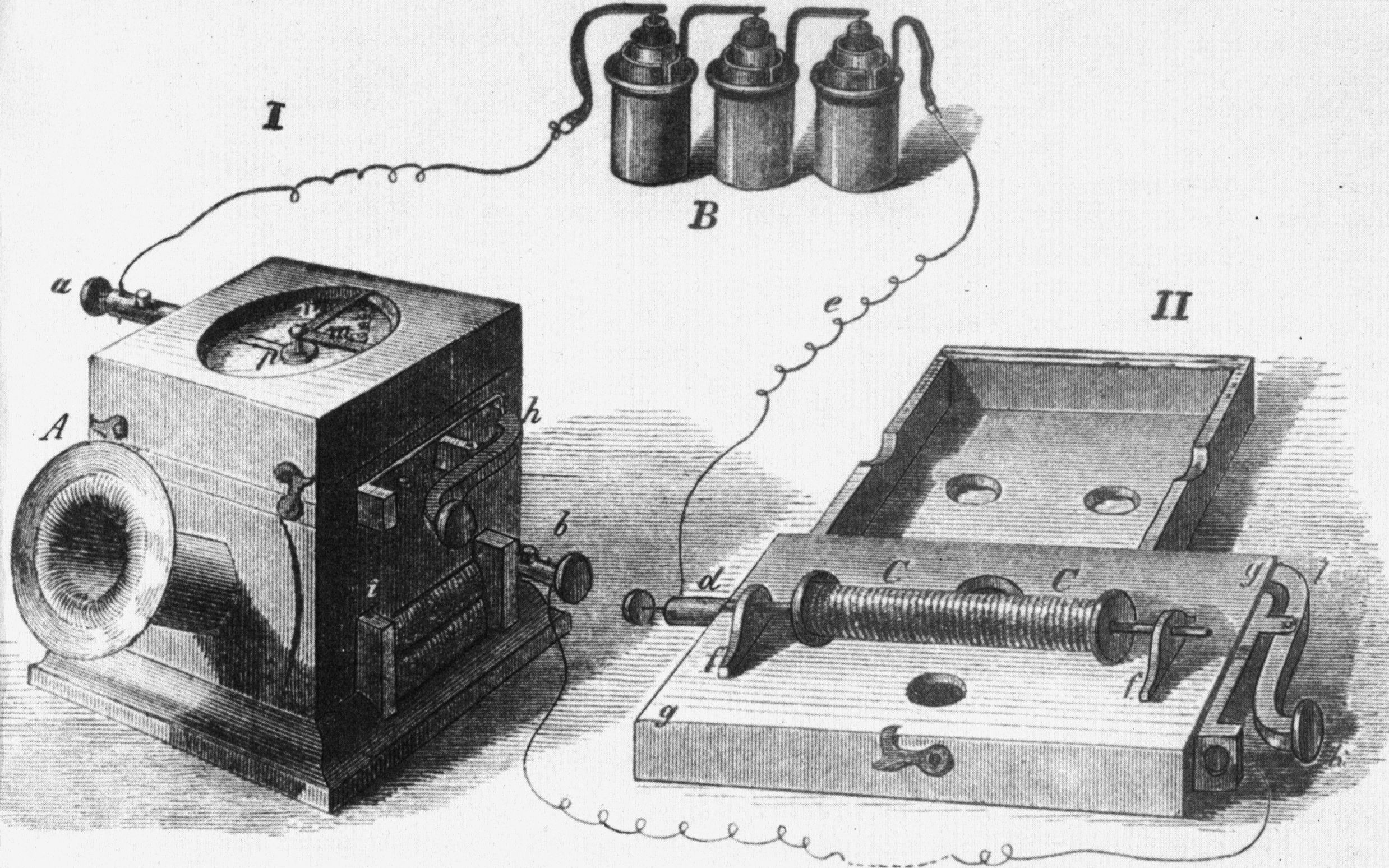
Le téléphone de Reis.

- 26 octobre : le scientifique amateur allemand Philipp Reis présente à la société de physique de Francfort-sur-le-Main son téléphone, un appareil électrique capable de transmettre le son à distance[12].

- Le chimiste allemand Emil Erlenmeyer (1825-1909) invente une fiole en verre d'une forme adaptée aux travaux de laboratoire, l'Erlenmeyer[13].

- Le botaniste allemand Anton de Bary prouve que le mildiou de la pomme de terre, responsable de famines importantes, est causée par un champignon, le phytophthora infestans[14].

- Le géologue autrichien Eduard Suess donne le nom de Gondwana à un continent hypothétique qui aurait inclus l'Afrique, l'Amérique du Sud, l'Australie, l'Antarctique, l'Inde, l'Arabie et Madagascar[15].

## Publications
- Michael Faraday : The Chemical History of a Candle (en) (« L'Histoire chimique d'une chandelle »).
- William Froude : On the rolling of ships, une étude sur le roulis des bateaux.
- Franz Reuleaux : Der Construkteur (« Le Constructeur »).

## Prix
- Médailles de la Royal Society
  - Médaille Copley : Louis Agassiz
  - Médaille royale : James Joseph Sylvester, William Benjamin Carpenter

- Médailles de la Geological Society of London
  - Médaille Wollaston : Heinrich Georg Bronn

- Médailles de l'Académie des sciences de Paris :
  - Prix Lalande : R. Luther (découverte de Concordia) ; H. Goldschmidt (découverte de Danaë) ; J. Chacornac (découverte d’Elpis) ; J. Ferguson (découverte de Titania).
  - Prix Jecker : Marcellin Berthelot pour ses recherches relatives à la synthèse d’espèces chimiques existantes dans les corps vivants ; V. Dessaignes pour l'extraction du sucre de gélatine, des acides succinique, aspartique, hippurique, aconitique, fumarique et racémique.

## Naissances

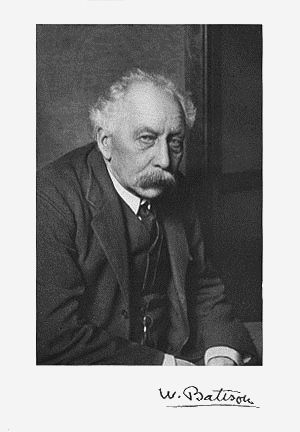
William Bateson

- 1er janvier : Marcellin Boule (mort en 1942), paléontologue, paléoanthropologue et géologue français.
- 5 janvier : Gaston Deschamps (mort en 1931), archéologue, écrivain et journaliste français.
- 13 janvier : Claude Gaillard (mort en 1945), paléontologue et égyptologue français.
- 18 janvier : Hans Goldschmidt (mort en 1923), chimiste allemand.
- 15 février : Alfred North Whitehead (mort en 1947), mathématicien, logicien et philosophe américain d’origine britannique.
- 17 mai : Duncan Mackenzie (mort en 1934), archéologue écossais.
- 10 juin : Pierre Duhem (mort en 1916), physicien, chimiste, historien et philosophe des sciences français.
- 14 juin : Rémy Perrier (mort en 1936), zoologiste français.
- 16 juin : Louis Carton (mort en 1924), médecin, militaire et archéologue amateur français.
- 19 juin : Émile Haug (mort en 1927), géologue et paléontologue français.
- 20 juin : Frederick Hopkins (mort en 1947), biochimiste britannique, prix Nobel de physiologie ou médecine en 1929.
- 30 juin : Charles Davies Sherborn (mort en 1942), géologue et naturaliste britannique.
- 8 août : William Bateson (mort en 1926), biologiste britannique.
- 12 août : Amédée Jobin (mort en 1945), ingénieur-opticien français.
- 13 août : Herbert Hall Turner (mort en 1930), astronome et sismologue britannique.
- 5 octobre : Thomas Heath (mort en 1940), haut fonctionnaire britannique, connu pour ses travaux sur l'histoire des mathématiques de la Grèce antique.
- 10 octobre : Fridtjof Nansen (mort en 1930), explorateur et zoologue norvégien.
- 11 octobre : John Bell Hatcher (mort en 1904), paléontologue américain.
- 31 octobre : Maurice Hamy (mort en 1936), astronome français.
- 10 novembre : Robert Innes (mort en 1933), astronome écossais-sud-africain.
- 12 novembre : Georg Steindorff (mort en 1951), égyptologue allemand.
- 21 décembre : Othmar Reiser (mort en 1936), ornithologue autrichien.

## Décès

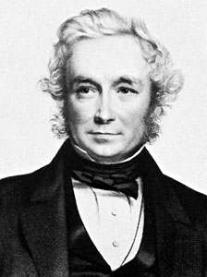
John Stevens Henslow

- 3 janvier : Arnold Adolph Berthold (né en 1803), médecin, physiologiste et anatomiste allemand.
- 19 janvier : Albert Niemann (né en 1834), chimiste et pharmacien allemand.
- 22 janvier : Friedrich Tiedemann (né en 1781), anatomiste et physiologiste allemand.
- 23 janvier : Victor Dupuis (né en 1777), minéralogiste français.
- 3 février : Ferdinand Deppe (né en 1794), peintre, naturaliste et explorateur allemand.
- 8 mars : Heinrich Rudolph Schinz (né en 1777), médecin et zoologiste suisse.
- 23 mars : Lorenzo Pareto (né en 1808), géologue et homme politique italien.
- 30 mars : Louis Cordier (né en 1777), géologue français.
- 13 mai : William Henry Fitton (né en 1780), géologue britannique.
- 16 mai : John Stevens Henslow (né en 1795), botaniste et géologue britannique.
- 18 juin : Eaton Hodgkinson (né en 1789), ingénieur anglais.
- 6 juillet : James Forbes (né en 1773), jardinier et botaniste britannique.
- 24 août : Pierre Berthier (né en 1782), minéralogiste et géologue français.

- 11 septembre : Zacharias Dase (né en 1824), calculateur prodige allemand.
- 10 novembre : Isidore Geoffroy Saint-Hilaire (né en 1805), zoologiste français.
- 19 novembre : James Cumming (né en 1777), chimiste britannique.
- 17 décembre : Johann Andreas Wagner (né en 1797), paléontologue, zoologiste et archéologue allemand.